# Berenguer de Montagut
Berenguer de Montagut, italianizzato Berengario di Montagut (Valls, XIV secolo – Valls, XIV secolo), è stato un architetto spagnolo operante nella seconda metà del secolo XIV, famoso per la realizzazione della basilica di Santa Maria del Mar a Barcellona.

## Biografia
Della vita di Berenguer si sa poco ma certamente fu progettista e maestro d'opera di tre delle più importanti costruzioni religiose dell'area Catalogna-Baleari: la Seu de Manresa, la Basilica di Santa Maria del Mar a Barcellona e la Seu de Mallorca. Da alcuni storici viene posto in relazione anche con la chiesa di Santa María del Pí di Barcellona.

## Lo stile
Secondo le parole di Cirici Pellicer, Montagut fu un progettista eccezionale che purificò la forma fino a livelli impensabili. Si può affermare con sicurezza che Montagut portò agli estremi le tendenze caratteristiche del gotico catalano: le costruzioni sono molto ampie, con una minima divisione degli spazi interni tanto da far pensare che i suoi progetti, tutti a tre navate, tendessero a raggiungere lo spazio unitario della navata unica. È inoltre costante l'austerità delle strutture: i pilastri ottagonali sono nudi, senza decorazioni, le pareti piane, gli elementi decorativi ridotti al minimo. Anche nel numero governa la regola dell'austerità: la campata tra i pilastri è la più grande dell'epoca, conseguenza di un'estrema riduzione di questi elementi nella costruzione.
Inoltre è costante in lui il gusto per il calcolo dell'effetto scenografico della propria opera nel contesto urbanistico: in tutti e tre i casi l'edificio è visibile da lontano, ben visibile da parte di chi si avvicini alla città, sia per mare come nel caso di Barcellona e Maiorca, sia per terra, come nel caso di Manresa, e in tutti e tre i casi sono posizionate lungo un asse più o meno perpendicolare alla visuale dell'ipotetico viandante. Questo effetto è meno evidente nel caso di Barcellona, dove la risistemazione urbanistica e l'avanzamento della linea costiera ha distorto la prospettiva originale.

## Altre immagini

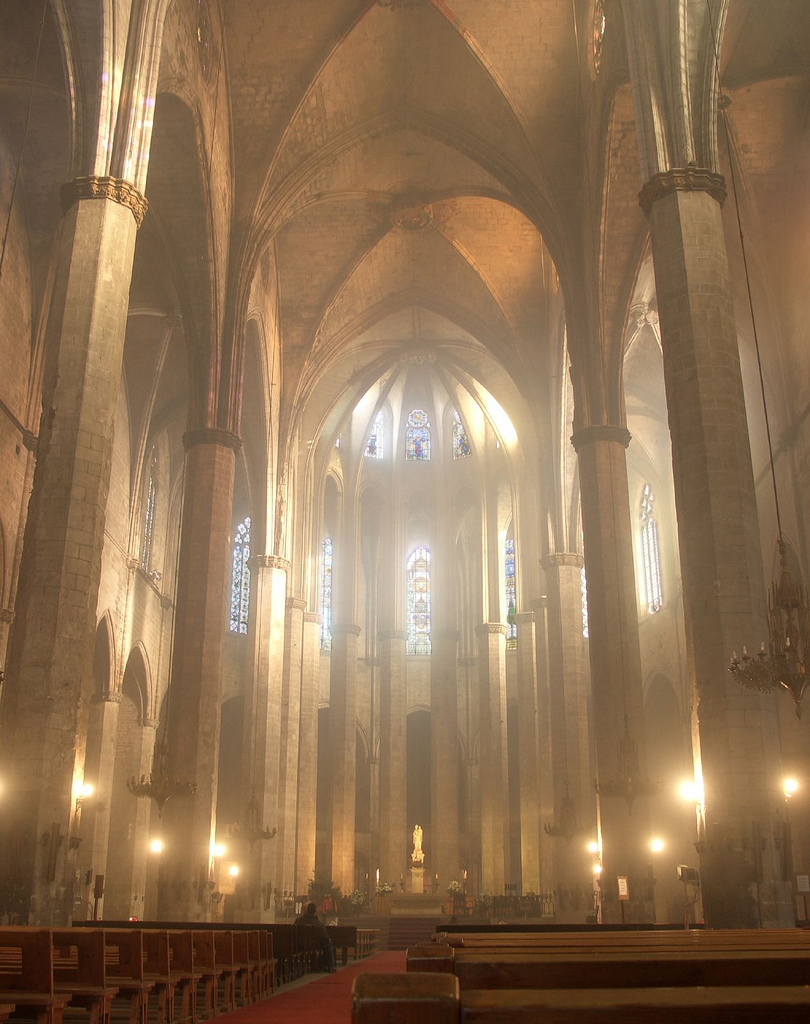
Interno di Santa Maria del mar, Barcellona
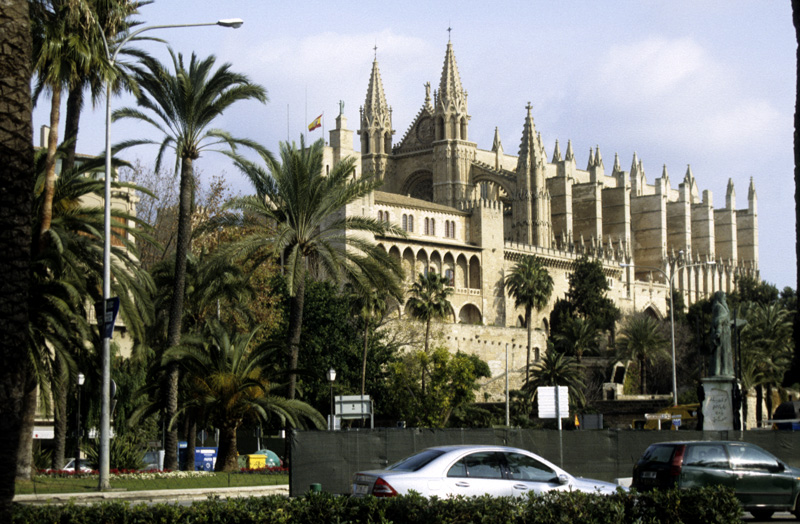
La Seu, Palma di Maiorca